# DARPA Launch Challenge

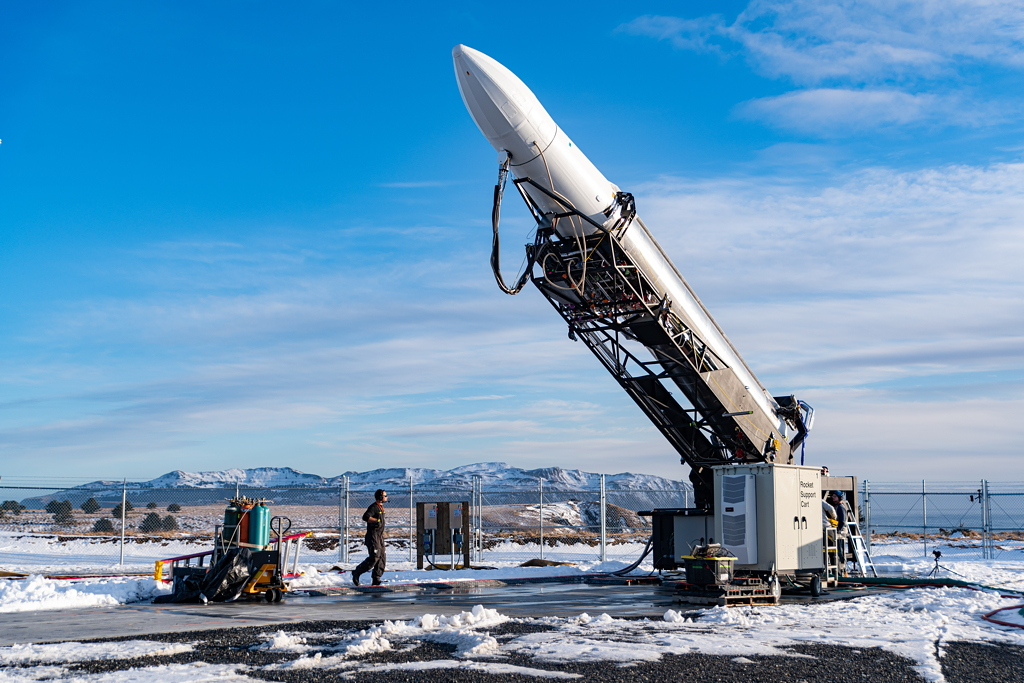
Eine Astra-Rakete wird für den ersten Startversuch der DARPA-Challenge aufgerichtet (PSCA, 26. Februar 2020)

Die DARPA Launch Challenge war ein US-amerikanischer Raketenstartwettbewerb, der im ersten Quartal 2020 stattfand. Geplant war, drei teilnehmenden Raumfahrtunternehmen jeweils zwei kurzfristig auszuführende Startaufträge zu erteilen. Sie hätten die bereitgestellten Nutzlasten möglichst schnell und präzise in die geforderte Erdumlaufbahn bringen sollen. Mit dem Wettbewerb wollte die Defense Advanced Research Projects Agency (DARPA) – der Forschungszweig des US-Verteidigungsministeriums – den taktischen Start von militärischen Kleinsatelliten erproben.
Letztlich blieb die Launch Challenge ohne Gewinner. Der Teilnehmer Vector Launch meldete im August 2019 Insolvenz an und stellte den Betrieb ein; Virgin Orbit zog seine Teilnahme im Oktober 2019 zurück. Astra Space gab am letztmöglichen Starttag wegen eines technischen Defekts auf.

## Qualifikation
Der Wettbewerb wurde am 24. Mai 2018 im Rahmen einer Einführungsveranstaltung ausgerufen. Von 55 anwesenden Interessenten reichten über 30 Bewerbungen mit einer Beschreibung ihrer Raketensysteme ein. In einer Vorauswahl verkleinerte die DARPA das Teilnehmerfeld auf 18 Teams.
Für die eigentliche Qualifikation mussten die Teams bis November 2018 einen detaillierten Fragebogen zu ihrer Raketentechnik, der Startinfrastruktur, den angebotenen Leistungen, den geplanten Startabläufen und dem Stand der Entwicklung beantworten. Außerdem mussten sie bis März 2019 eine Startlizenz bei der Federal Aviation Administration (FAA) beantragen. Nach Erteilung der Lizenzen gab die DARPA am 10. April 2019 die Liste der Unternehmen bekannt, die sich erfolgreich qualifiziert haben:
- Die 2016 gegründete Vector Launch Inc mit ihrer Rakete Vector-R,
- Vox Space, ein Tochterunternehmen von Virgin Orbit beziehungsweise der Virgin Group, mit der Rakete LauncherOne,
- ein nicht namentlich benanntes Unternehmen, das von Brancheninsidern als Astra Space identifiziert wurde,[2] mit der Rakete Rocket.

Bis zu diesem Zeitpunkt hatte noch keiner der drei Teilnehmer eine Nutzlast in den Weltraum gebracht.

## Ablauf des Wettbewerbs
Der Wettbewerb sollte in zwei Runden stattfinden. Die erste war ursprünglich für Ende 2019 geplant und wurde später auf Januar bis Februar 2020 verschoben. Vorgesehen war, dass die DARPA innerhalb dieses Zeitraums mit 30 Tagen Vorlaufzeit ein Startfenster sowie die Startorte (Weltraumbahnhöfe) für die drei Raketen bekanntgibt. Weniger als 14 Tage vor Beginn des Startzeitraums sollten den Teilnehmern dann die Nutzlasten ausgehändigt und die genauen Startrampen und Zielorbits mitgeteilt werden. Innerhalb weniger Wochen nach Abschluss der ersten Kampagne sollte im selben Modus, aber von anderen Startplätzen die Endrunde ausgetragen werden. Für die Endrunde wäre qualifiziert gewesen, wer in der ersten Runde erfolgreich war.
Soweit bekannt, wurde diese Planung weitgehend eingehalten. Das erste Startfenster wurde auf den Zeitraum vom 17. Februar bis zum 1. März 2020 festgelegt und die Nutzlast – drei experimentelle Cubesats – kurzfristig bereitgestellt. Die DARPA kam Astra als einzigem verbliebenen Teilnehmer insoweit entgegen, dass sie zwei Startplätze auf dem Weltraumbahnhof von Alaska (PSCA) wählte und beide schon zu Beginn der ersten Runde bekanntgab. Am PSCA hatten zuvor schon alle Tests der Rakete stattgefunden, und die ersten kommerziellen Missionen waren ebenfalls von dort geplant. Außerdem stellte die DARPA eine Verlängerung des Zeitfensters z. B. für den Fall in Aussicht, dass sich wetterbedingt nur wenige Startmöglichkeiten ergeben. Von dieser Möglichkeit wurde auch Gebrauch gemacht; der Starttag verschob sich wegen eines technischen Defekts und ungünstigen Wetters auf den 2. März. 52 Sekunden vor dem geplanten Abheben der Rakete musste der Countdown jedoch unterbrochen werden, weil ein Sensor unerwartete Messwerte anzeigte. Es gelang an diesem letzten Wettbewerbstag nicht mehr, das Problem zu lösen. Astra schrieb dazu: „… we have decided to prioritize fully investigating the issue over attempting to win the DARPA challenge today.“ (Wir haben uns entschieden, einer vollständigen Untersuchung des Problems eine höhere Priorität einzuräumen als einem Gewinn des DARPA-Wettbewerbs).

## Preisgelder
Die drei qualifizierten Teilnehmer erhielten vorab eine Zahlung von je 400.000 US-Dollar. Für einen erfolgreichen ersten Start hätte die DARPA weitere 2 Mio. Dollar gezahlt. Die Teilnehmer mit zwei erfolgreichen Starts sollten schließlich primär nach ihrer Geschwindigkeit, außerdem auch nach der Zielgenauigkeit und der Nutzlastmasse bewertet werden. Soweit das Missionsziel erreicht worden wäre, hätte der Gewinner des Wettbewerbs 10 Mio. US-Dollar erhalten. An den Zweitplatzierten wären 9 und an den Drittplatzierten 8 Mio. US-Dollar gezahlt worden.

## Startliste
Es waren sechs Starts geplant. Letztlich wurde nur der erste davon versucht und live auf Youtube übertragen. Er musste aber in der letzten Minute vor dem Abheben (bei T-0:53) abgebrochen werden.
| Datum (UTC, geplant) | Rakete      | Startplatz  | Orbit       | Anmerkungen                                                                  |             |
| Erste Runde          | Erste Runde | Erste Runde | Erste Runde | Erste Runde                                                                  | Erste Runde |
| -------------------- | ----------- | ----------- | ----------- | ---------------------------------------------------------------------------- | ----------- |
| 2. März 2020 20:55   | Rocket 3.0  | PSCA 3B     | LEO         | Nutzlast: Prometheus, 2× ARCE (Technologieerprobungs-Cubesats); Startabbruch |             |
| Januar–Februar 2020  | LauncherOne |             | LEO         |                                                                              |             |
| Januar–Februar 2020  | Vector-R    |             | LEO         |                                                                              |             |
| Zweite Runde         |             |             |             |                                                                              |             |
| 2. Märzhälfte 2020   | Rocket 3.0  | PSCA 3C     | LEO         | nur nach erfolgreichem ersten Start; fand nicht statt                        |             |
|                      | LauncherOne |             | LEO         | nur nach erfolgreichem ersten Start                                          |             |
|                      | Vector-R    |             | LEO         | nur nach erfolgreichem ersten Start                                          |             |